# 吉原岩吉
吉原 岩吉（よしはら いわきち、1871年4月20日（明治4年3月1日） - 1926年（大正15年）12月9日）は、大日本帝国陸軍軍人。最終階級は陸軍少将。

## 経歴・人物
豊後国（現・大分県）出身。1894年（明治27年）陸軍士官学校第5期卒業。
1916年（大正5年）1月に奈良連隊区司令官、1917年（大正6年）8月に陸軍歩兵大佐、1919年（大正8年）1月に歩兵第10連隊長を経て、1921年（大正10年）7月に陸軍少将に昇進と同時に待命、同年11月に予備役に編入した。

## 栄典
- 1894年（明治27年）10月20日 - 正八位[3]